# Royal Aircraft Factory S.E.5

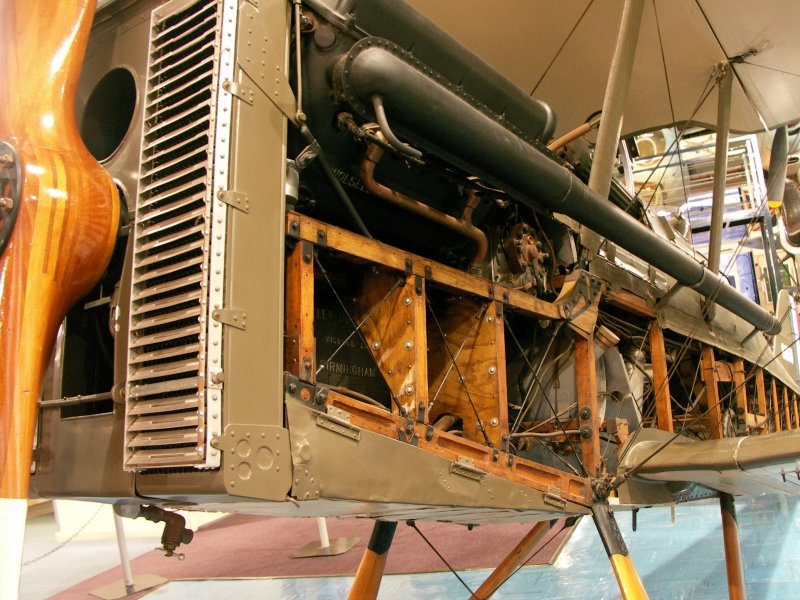
La struttura lignea dell'S.E.5.

Il Royal Aircraft Factory S.E.5 era un caccia biplano sviluppato dalla britannica Royal Aircraft Factory e prodotto dalla stessa e da numerose altre aziende aeronautiche britanniche.
Utilizzato durante la prima guerra mondiale dai Royal Flying Corps, pur non raggiungendo la stessa popolarità del pari ruolo Sopwith Camel, fu uno dei più importanti e influenti aerei del conflitto. Fu fondamentale per evitare di nuovo un periodo come il Bloody April (aprile di sangue) del 1917, in cui gli aerei tedesco imperiali erano i dominatori incontrastati dei cieli e inflissero ingenti perdite agli alleati. Era in grado di competere con i migliori aerei da caccia avversari come gli Albatros D.III e D.V, il Pfalz D.III ed il Fokker Dr.I.

## Storia del progetto
L' S.E.5 (Scout Experimental 5) fu progettato da H.P. Folland and J. Kenworthy della Royal Aircraft Factory di Farnborough. Il primo dei tre prototipi volò il 22 novembre 1916; i primi due precipitarono e il terzò subì diverse modifiche prima che iniziasse la produzione di serie.
Solo 77 S.E.5 furono prodotti prima della comparsa del nuovo modello migliorato S.E.5a; in totale furono costruiti 5.205 esemplari da sei diverse fabbriche; alcuni furono convertiti in biposti da addestramento. L'industria statunitense Curtiss aveva un piano la costruzione di 1000 S.E.5 negli Stati Uniti, ma ne fu completato solo uno prima che la guerra finisse.
L'introduzione del nuovo motore da 200 cavalli Hispano-Suiza risolse i problemi del vecchio motore aumentando la velocità massima di 45 km/h, ma ci furono problemi nella produzione a causa di un difetto meccanico nel riduttore e a una carenza nell'approvvigionamento. Dopo numerose prove fu scelto il Wolseley Viper che equipaggiò molti degli aerei in produzione.
Come molti aerei della Royal Aircraft Factory, l'S.E.5 era robusto, stabile, facile da pilotare, aveva prestazioni migliori ad alta quota e produceva meno rumore; proprio grazie a queste caratteristiche era particolarmente adatto ai nuovi piloti, al contrario del Camel. Nonostante il Camel fosse molto più agile e adatto al combattimento ravvicinato, l'S.E.5 era molto veloce: arrivava fino a 222 km/h, stessa velocità massima dello SPAD S.XIII; grazie alla velocità poteva disimpegnarsi dal combattimento se ce n'era bisogno.
Montava una mitragliatrice sincronizzata Vickers da 7.7 mm (mentre il Camel ne montava due) e una mitragliatrice Lewis montata sull'ala, in modo da sparare agli aerei dal basso. La Vickers era montata nel lato sinistro della fusoliera con la culatta all'interno del cockpit.
L'S.E.5 entrò in servizio con il No. 56 Squadron del Royal Flying Corps nel marzo 1917, ma lo squadrone fu dispiegato sul fronte occidentale solo il mese seguente, completando la prima missione di pattugliamento il 22 aprile.
Nel 1918 l'S.E.5 equipaggiava 21 squadriglie britanniche, 2 americane e una australiana. Molti famosi assi alleati volarono su questo aereo, come Billy Bishop (72 vittorie di cui 34 a bordo dell'S.E.5a) ed Edward Mannock (61 vittorie di cui 46 a bordo dell'S.E.5a). Il famoso asso inglese Albert Ball inizialmente sottovalutò l'S.E.5, ma 11 delle sue 44 vittorie le ottenne a bordo di questo aereo. 
Sholto Douglas, che comandò il No. 84 Squadron, affermò che alcune qualità dell'aereo erano:
- comodità, con un'ottima visuale
- ottime prestazioni e manovrabilità
- buona richiamata dopo una picchiata
- utile sia per la difesa che per l'attacco
- robusto nel progetto e nella costruzione

## Versioni
S.E.5
prima versione di serie, biplano da caccia monoposto equipaggiato con un motore Hispano-Suiza 8a da 150 hp (112 kW).
S.E.5a
sviluppo dell'S.E.5, motorizzato con un Hispano-Suiza 8b da 200 hp (149 kW) o da un Wolseley Viper da 200 hp (149 kW).
S.E.5b
prototipo sperimentale, caratterizzato dalla configurazione alare semi-sesquiplana, muso più profilato e radiatore retraibile.
Eberhart S.E.5e
S.E.5a modificato dall'azienda statunitense Eberhart Aeroplane, motorizzato dal Wright-Hispano E da 180 hp (134 kW); 50 conversioni.

## Utilizzatori
Australia
- Australian Flying Corps
- Royal Australian Air Force

 Canada
- Canadian Air Force
- Royal Canadian Air Force

 Polonia
- Siły Powietrzne

operò con un esemplare di S.E.5a nel 1920, nel corso della guerra sovietico-polacca
 Regno Unito
- Royal Flying Corps
- Royal Air Force

 Stati Uniti
- American Expeditionary Forces
- United States Army Air Corps

 Sudafrica
- South African Air Force

### Pubblicazioni
- J.M. Bruce, The S.E.5: Historic Military Aircraft No. 5, in Flight, 17 luglio 1953,  pp. 85–89, 93..